# 為愛而活
〈為愛而活〉是美國女歌手瑪丹娜在2014年12月發行的歌曲，為她第十三張錄音室專輯《心叛逆》當中首支單曲。

## 歌曲簡介
〈為愛而活〉主題已經開門見山的告訴大家，每個人應該都是要為愛而活，有鑑於當今這個大家不再相信愛情的年代，瑪丹娜用這首歌來反思和歌頌愛，提倡大家勇敢追求、相信愛。瑪丹娜在歌曲注入了電子音樂、浩室舞曲以及福音等元素，電子琴聲以中版的節奏流暢的進行，每個鼓點再以電子合成樂器加強段落節拍，後半段加入了合唱團和聲，充滿溫度的人聲和冰冷的電子樂聲兩者融合的恰到好處。
2015年2月瑪丹娜受邀在第57屆葛萊美獎頒獎典禮上擔任演出嘉賓，演唱最新單曲〈為愛而活〉，她和舞群精采賣力的演出依舊博得滿堂彩，尤其歌曲結束時，她以被鋼絲懸高的方式退場堪稱一絕。
麦当娜在2015年全英音乐奖的压轴表演中演唱其单曲〈為愛而活〉以结束晚会，这标志着她20年来首次献唱全英音乐奖。然而，在表演刚开始时，她的服装出现了问题，被舞台的一部分台阶给绊倒。事后她发布Instagram证实自己相安无事，并附文“感谢大家的祝愿！我没事。”后来据透露，她的斗篷绑得太紧了，舞者试图帮她从脖子上解开时，不料让她摔在地上，吓到了观众。几秒钟后，她按计划继续表演。

## 音樂影片
瑪丹娜在〈為愛而活〉的音樂影片中以西班牙鬥牛士造型亮相，她身著由 Shady Zeineldine 設計華麗炫目的緊身馬甲，搭配 MOSCHINO 特別訂做的紅絲絨外套，和頭戴黑魔女牛角的猛男舞群們，以激烈的舞蹈動作共舞，影片中充滿女王般的氣勢。

## 商業成績
〈為愛而活〉在2015年1月24日進入告示牌舞曲榜，首週成績第32名。第二週以後成績為第18→11→6→4名→2名，2015年2月29日登上榜首位置，成為瑪丹娜第44首冠軍舞曲，讓她平了喬治·史崔特（George Strait）在鄉村歌曲榜（ Billboard Hot Country Songs ）所創下的44首冠軍單曲紀錄。
美國告示牌為此特地在官網公告瑪丹娜締造第44首舞曲冠軍紀錄，並稱呼她為 Queen of Pop 。
〈為愛而活〉在英國單曲榜獲得第26名。

## 榜单成绩
| Chart (2014–15)                              | - Peak - position |
| -------------------------------------------- | ----------------- |
| 比利时佛兰德（Ultratip榜外單曲榜）           | 4                 |
| 比利时佛兰德（Ultratop舞曲榜）               | 21                |
| 比利时瓦隆（Ultratop五十强单曲榜）           | 43                |
| 比利时瓦隆（Ultratop舞曲榜）                 | 18                |
| 加拿大（Canadian Hot 100）                   | 92                |
| Croatia (ARC 100)                            | 2                 |
| 捷克（電台百強單曲榜）                       | 46                |
| 芬蘭（芬兰官方下载榜）                       | 7                 |
| 法国（法國唱片出版業公會單曲榜）             | 50                |
| 40                                           |                   |
| 匈牙利（四十強單曲榜）                       | 12                |
| 愛爾蘭（愛爾蘭唱片音樂協會单曲榜）           | 79                |
| Israel (Media Forest)                        | 4                 |
| 日本（Japan Hot 100）                        | 11                |
| Lebanon (The Official Lebanese Top 20)       | 20                |
| 蘇格蘭（官方榜单公司單曲榜）                 | 15                |
| 西班牙（西班牙音樂製作協會）                 | 21                |
| Sweden (DigiListan)                          | 8                 |
| 瑞士（瑞士热门音乐榜）                       | 49                |
| 英國（官方榜单公司單曲榜）                   | 26                |
| 美国（《告示牌》Bubbling Under Hot 100）     | 8                 |
| 美國（《告示牌》Dance Club Songs）           | 1                 |
| 美國（《告示牌》Hot Dance/Electronic Songs） | 9                 |
| US Hot Singles Sales (Billboard)             | 3                 |
| 美國（《告示牌》Pop Airplay）                | 36                |

## 发行历史
| 国家   | 日期           | 形式                 | 发行公司                       | 参考资料 |
| ------ | -------------- | -------------------- | ------------------------------ | -------- |
| 全球   | 2014年12月20日 | 数字下载             | 环球唱片                       | [ 37 ]   |
| 意大利 | 2014年12月22日 | 电台派送             | 环球唱片                       | [ 38 ]   |
| 美国   | 2015年2月9日   | 数字下载 (混音版本)  | Boy Toy Live Nation Interscope | [ 39 ]   |
| 美国   | 2015年2月10日  | 电台派送             | Boy Toy Live Nation Interscope | [ 40 ]   |
| 英国   | 2015年2月25日  | 数字下载             | Polydor                        | [ 41 ]   |
| 英国   | 2015年2月25日  | 数字下载 (混音版本1) | Polydor                        | [ 42 ]   |
| 英国   | 2015年2月25日  | 数字下载 (混音版本2) | Polydor                        | [ 43 ]   |
| 德国   | 2015年2月27日  | CD唱片               | 环球唱片                       | [ 44 ]   |
| 全球   | 2015年3月9日   | CD唱片               | 环球唱片                       | [ 45 ]   |

## 外部連結
- YouTube上的Madonna – "Living for Love" (Audio version)
- YouTube上的Madonna – "Living for Love" (Brit Awards)
- YouTube上的Madonna – "Living for Love" (Grammy Awards)
- YouTube上的Madonna – "Living for Love" (Music video)